# Salvador (Brazil)
Salvador (puni naziv na portugalskom, São Salvador da Baía de Todos os Santos, u prijevodu: "Sveti Spasitelj Zaljeva Svih Svetih") je grad na sjeveroistočnoj obali Brazila i glavni je grad države Bahia. Grad je dugo nosio neslužbeni naziv Bahia i pojavljuje se s ovim nazivom sve do sredine 20-og stoljeća.

## Povijest
Iako je zaljev Svih Svetih otkriven od strane Europljana 1502. godine, grad je osnovan tek 1549. godine, a osnovali su ga portugalski doseljenici, na čelu s Toméom de Souza, prvim guvernerom Brazila. Salvador je, zbog svog geografskog položaja, ubrzo postao glavna brazilska luka i glavni grad kolonijalnog Brazila, centar šećerne industrije i trgovine robljem.
Grad je 1552. godine postao i sjedište katoličke biskupije Brazila, i još uvijek ima ovu ulogu. Katedrala, sagrađena 1572. godine, još uvijek stoji u povijesnoj jezgri Salvadora. Do 1583. godine, grad je imao oko 1.600 stanovnika i ubrzo prerasta u veće gradove Novog Svijeta, nadmašujući sve gradove u Amerikama za vrijeme američke revolucije, 1776. godine. U svojoj burnoj prošlosti, grad je bio i u rukama Nizozemaca, 1624. godine, međutim, već sljedeće godine, dolazi opet u portugalske ruke. Za vrijeme borbe za nezavisnost, Salvador je bio centar brazilskog pokreta za nezavisnost sve do stjecanja nezavisnosti 2. srpnja 1823. godine. Iako je sljedećih 150 godina bio izvan glavnih industrijskih tokova u Brazilu, Salvador je bio i ostao kulturni i turistički centar Brazila. Devedesetih godina dvadesetog stoljeća, lokalna vlast je restaurirala povijesnu jezgru grada, koje je sada pod zaštitom UNESCO-a.

## Zemljopis
Salvador se nalazi na malom poluotoku koje odvaja zaljev Svih Svetih od Atlantskog oceana. Zahvaljujući zaljevu, koji formira izvrsnu prirodnu luku, Salvador je postao velika izvozna luka i srce bogatog priobalnog pojasa Bahije (Recôncavo Baiano). Reljef u gradu i oko njega,je raznolik, pa postoje i ravnice i brda pa čak i planine. Reljefno gledano najuočljivija je velika strmina koja dijeli grad na dva dijela Cidade Alta - gornji grad i Cidade Baixa - donji grad.
Gornji grad se nalazi na oko 85 metara iznad donjeg grada. Također, u gornjem gradu se nalazi poznata gradska katedrala i većina administrativnih zgrada. Divovska dizala (prva u Brazilu), poznata kao Elevador Lacerda povezuju dva dijela grada još od 1873. godine.
Sama obala je isto tako reljefno raznovrsna, tako da na veoma malom prostoru postoje pješčane plaže, morske litice, močvare mangrove i brojni otoci, među kojima i Itaparica, poznato izletište Salvadora.

### Klima
Salvador ima tipičnu tropsku klimu, s visokim temperaturama i relativno visokom vlažnošću tokom cijele godine. Ipak, ovakve temperature su lako podnošljive zato što su temperaturna variranja mala, kao i stalni povjetarac s oceana. Najtopliji mjesec je ožujak s temperaturama od 24 °C do 30 °C, a najhladniji lipanj s temperaturama od 21 °C do 26 °C. Za razliku od unutrašnjosti Bahije padaline su obilne, najobilnije u svibnju, a najsušniji mjesec je siječanj. Iako Salvador ima tropsku klimu, tropski cikloni i tornada nisu poznata u ovoj regiji.

## Kultura
Salvador je kulturno bogat grad i poznat je kao tvrđava afro-brazilskih običaja. Afričke religije, prvenstveno Yoruba, ali i Candomblé, Umbanda i Quimbanda se i danas prakticiraju među većinom stanovništva, u veći slučajeva zajedno s katoličanstvom. Glazbeni oblici, koje ovdje postoje, su afoxé (duhovni utjecaj), blocos afros (društveni utjecaj) i najpopularnije axé i samba. Kazalište i književnost Salvadora su također poznati i izvan granica Brazila. Lokalna kuhinja, s puno začina, bazirana na morskoj hrani, najbliža je tipičnoj kuhinji zapadne afrike i cijenjena je u cijelom Brazilu. Capoeira, jedinstven oblik borilačke vještine, kombinira plesne pokrete s borbom, i iznimno je popularna, naročito u dijelovima stanovništva afričkog porijekla (85% stanovništva). Čak je i lokalni dijalekt portugalskog jezika prepun afričkih riječi, i drugačije je zvučnosti od portugalskog kakav se čuje u Europi.
Bahianski karneval ili Karneval Salvador da Bahia je, prema Guinnessovoj knjizi rekorda, najveća zabava na svijetu. Tijekom cijelog tjedna skoro 4 milijuna ljudi slavi na površini od 25 km ulica, avenija i trgova. U njegovoj organizaciji sudjeluje oko 100.000 ljudi, a pohofi ga oko 800.000 inozemnih posjetitelja.
Universidade Federal da Bahia (ili jednostavno UFBA) je najstarije sveučilište u Salvadoru.

### Povijesno središte San Salvadora
U gradu se nalaze mnoge, iznimno lijepe, kolonijalne građevine, pa je gradska povijesna jezgra, poznata kao Pelourinho, pod zaštitom UNESCO-a. Veličanstvene stare kuće, prva medicinska škola u Brazilu i najstarija katedrala (iz 1572. godine), kao i preko 350 drugih crkava, prepune su eksterijernih i interijernih ljepota i umjetničkih djela čime je grad dobio nadimak Crni Rim.

## Stanovništvo
Općina Salvador ima oko 2.5 milijuna stanovnika, čime je ovo treći grad u Brazilu, po broju stanovnika, iza São Paula i Rio de Janeira, ali ispred Belo Horizontea. Regija oko Salvadora ima oko 3.5 milijuna stanovnika. Ovo je grad s najvećim postotkom stanovništva afričkog porijekla i drugi je grad u zapadnoj hemisferi po broju stanovništva afričkog porijekla, odmah poslije New Yorka.

### Slavni stanovnici
- Irmã Dulce, prva Brazilka svetica
- Gilberto Gil - glazbenik, dobitnik Grammya
- Jorge Amado - pisac
- Dorival Caymmi - glazbenik
- José Roberto Gama de Oliveira, poznatiji kao Bebeto - nogometaš
- Dante Bonfim Costa Santos, poznatiji kao Dante - nogometaš

## Sport
Kao i svugdje u Brazilu i ovdje je najbitnija sporedna stvar, nogomet. Dva najveća tima u Salvadoru su EC Bahia i EC Vitoria. Bahia je osvajao nacionalnu titulu dva puta:
- 1959. godine - Kup Brazila (prije 1971. godine kup je bio ekvivalent šampionatu, pošto su se lige igrale po državama, a pobjednici liga su igrali kup)
- 1988. godine - Šampion Brazilske lige.

Vitoria nikada nije osvojila ni jednu nacionalnu titulu, a najbolji im je plasman bio 1993. godine, kada su bili vicešampioni.
Zbog slabih igara, od 2006. godine, oba tima igraju u Trećoj Brazilskoj ligi.

## Zbratimljeni gradovi
- Barcelona, Španjolska
- Cayenne, Francuska
- Izmir, Turska
- Miami, SAD
- Los Angeles, SAD
- Philadelphia, SAD

## Vanjske poveznice
- Službena turistička stranica grada  Arhivirana inačica izvorne stranice od 7. siječnja 2007. (Wayback Machine)
- Članak o Salvadoru
- Bahia-online.net
- Fotografije
- Vodič kroz Salvador  Arhivirana inačica izvorne stranice od 8. kolovoza 2018. (Wayback Machine)
- Brazil
- Virtualno putovanje po Salvadoru  Arhivirana inačica izvorne stranice od 15. lipnja 2006. (Wayback Machine)